# Венславиці-Парцеле
Венславиці-Парцеле (пол. Więsławice-Parcele) — село в Польщі, у гміні Коваль Влоцлавського повіту Куявсько-Поморського воєводства.
Населення — 121 особа (2011).
У 1975-1998 роках село належало до Влоцлавського воєводства.

## Демографія
Демографічна структура станом на 31 березня 2011 року:
|          | Загалом | Допрацездатний вік | Працездатний вік | Постпрацездатний вік |
| -------- | ------- | ------------------ | ---------------- | -------------------- |
| Чоловіки | 61      | 10                 | 45               | 6                    |
| Жінки    | 60      | 7                  | 38               | 15                   |
| Разом    | 121     | 17                 | 83               | 21                   |